# دائرة الحكومية لشؤون الملكية (أذربيجان)
دائرة الحكومية لشؤون الملكية التابع وزارة الاقتصاد في جمهورية أذربيجان (بالأذرية: Azərbaycan Respublikası Əmlak Məsələləri Dövlət Xidməti) هي دائرة حكومية أنشئت بموجب مرسوم لرئيس جمهورية أذربيجان التابع لوزارة الاقتصاد في جمهورية أذربيجان.

## تاريخ دائرة الدولة
بموجب مرسوم صادر عن رئيس جمهورية أذربيجان مؤرخ في 23 أكتوبر 2019 تم إلغاء اللجنة الحكومية المعنية لشؤون الملكية في جمهورية أذربيجان و أنشئت دائرة الحكومية لشؤون الملكية التابعة لوزارة الاقتصاد في جمهورية أذربيجان، ألغيت دائرة الدولة لشؤون الملكية في جمهورية أذربيجان.

## انظرأيضا
- وزارة الاقتصاد في جمهورية أذربيجان